# Steve Allee
Steve Allee (Indianapolis, 14 september 1950) is een Amerikaanse jazzpianist en componist.

## Biografie
Allee bezocht de Ben Davis High School in Indianapolis. Begin jaren 1970 speelde hij in de band The Baron Von Ohlen Quartet, die zelf een gelijknamig album uitbracht. Op 19-jarige leeftijd toerde Allee met het Buddy Rich Orchestra.
Allee's bigband-album Downtown Blues met John Clayton (bas) en John Von Ohlen werd genomineerd voor een Grammy Award. Allee's eerste landelijke solo-opname plaatste zich in de Gavin nationale radiopoll (#14).
Allee heeft samengewerkt met veel bekende jazzmuzikanten, waaronder Slide Hampton, James Moody, Rufus Reid, Bob Mintzer, Randy Brecker, Phil Woods, Curtis Fuller, Jeff Hamilton, Tim Hagans, John Riley, Ira Sullivan, Ed Thigpen, Eddie Vinson, Milt Hinton en Bobby Shew.
Allee's vaardigheden omvatten een opdracht om een vierdelig werk te schrijven voor het Indianapolis Symphony Orchestra voor de 100e verjaardag van het Indianapolis Museum of Art en de soundtrack te componeren voor de film New York in the Fifties, gebaseerd op een gelijknamig boek van Dan Wakefield. De soundtrack werd live vertolkt tijdens het Montreux Jazz Festival in Zwitserland. Hij componeerde ook de soundtrack voor Something to Cheer About, de film over het basketbalteam Crispus Attucks van 1954/55 met Oscar Robertson. Hij schreef muziek voor tv-shows, waaronder Chicago Hope, Friends, NYPD Blue, Mad About You, The Martha Stewart Show, Nash Bridges, Touched by an Angel en Dharma & Greg. Hij is de muzikaal leider van de landelijk gesyndiceerde radioshow The Bob and Tom Show. Hij leidt ook zijn eigen bigband en trio.
Hij tekende bij het jazzlabel Owl Studios in Indianapolis in 2006 en bracht de twee platen Colors in 2007 en Dragonfly uit in 2008. Beide albums werden uitgebracht door het Steve Allee Trio met bassist Bill Moring en drummer Tim Horner.

## Discografie
- 1995: The Magic Hour (Noteworthy)
- 1999: Downtown Blues
- 2001: New York in the 50's
- 2003: Mirage
- 2007: Colors (Owl Studios)
- 2008: Dragonfly (Owl Studios)
- 2009: Rufus Reid 'Out Front' Trio Motema